# جون سيم (ممثل)
جون سيم (بالإنجليزية: John Simm)‏ هو ممثل بريطاني، ولد في 10 يوليو 1970 بليدز في المملكة المتحدة.

## وصلات خارجية
- جون سيم على موقع IMDb (الإنجليزية)
- جون سيم على موقع ألو سيني (الفرنسية)
- جون سيم على موقع ميوزك برينز (الإنجليزية)
- جون سيم على موقع أول موفي (الإنجليزية)
- جون سيم على موقع قاعدة بيانات الأفلام السويدية (السويدية)
- جون سيم على موقع إن إن دي بي (الإنجليزية)
- جون سيم على موقع ديسكوغز (الإنجليزية)
- جون سيم على موقع قاعدة بيانات الفيلم (الإنجليزية)
- جون سيم على موقع كينوبويسك (الروسية)